# Farigola reptant
La Farigola reptant (Thymus praecox) és una espècie del gènere de la farigola que és una planta reptant. Creix a l'alta muntanya fins a uns 1.850 m) i en zones subàrtiques com Groenlàndia i Islàndia en aquest cas també a la recent emergida illa de Surtsey. Es pot usar de la mateixa manera que la farigola comuna.
T. praecox ha escapat del cultiu i s'ha estès per Amèrica del Nord.

## Classificació
T. praecox pertany al gènere Thymus dins la família lamiàcia. pertany a la secció Serpyllum. De vegades es reclassifica com T. polytrichus.
Subespècies i cultivars
- Thymus praecox subsp. praecox
  - Thymus praecox 'Doone Valley' (recentlment reclassificat com a híbrid sota el nom de Thymus 'Doone Valley'[2])
  - Thymus praecox 'Minus'
  - Thymus praecox 'Pseudolanuginosus'
- Thymus praecox subsp. arcticus (de vegades classificat com Thymus polytrichus subsp. britannicus[2][3])
  - Thymus praecox subsp. arcticus 'Albus' (white moss thyme)
  - Thymus praecox subsp. arcticus 'Languinosus' (woolly thyme)
  - Thymus praecox subsp. arcticus 'Hall's Woolly'
  - Thymus praecox subsp. arcticus 'Pink Chintz' (recentment reclassificat com Thymus serpyllum 'Pink Chintz'[2])

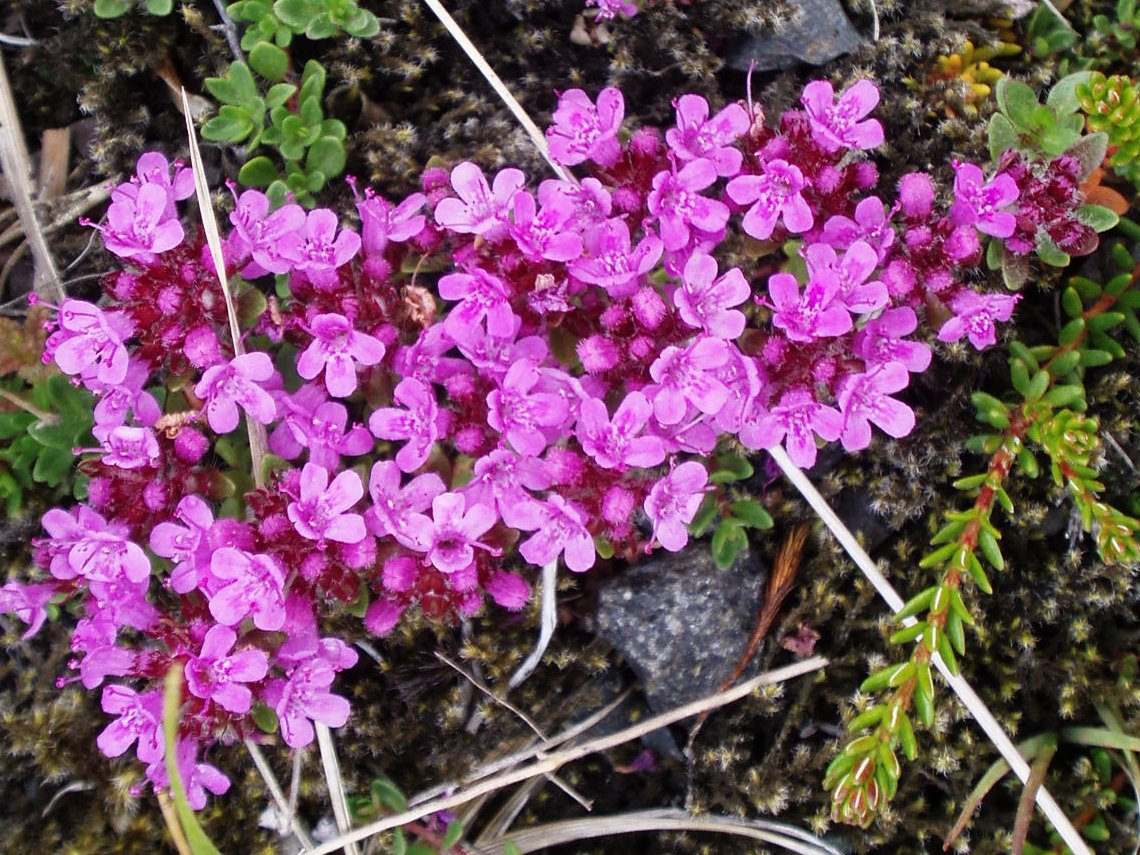
Thymus praecox prop de Seyðisfjörður, Islàndia

- Thymus praecox subsp. polytrichus (A. Kern. Ex Borbàs) Jalas. Es troba silvestre a Bòsnia.[4]
- Thymus praecox subsp. skorpilii (Velen.) Jalas. silvestre a Bòsnia.[4]

Com les altres espècies del gènere de la farigola, T. praecox està caracteritzat per diferències substancials en la composició del seu oli essencial segons les localitats on es culli. D'això se'n diu quimiotips.